# Acorus gramineus
Espèce
Synonymes
- Acorus gramineus var. japonica M.Hotta[1] [2]
- Acorus gramineus var. macrospadiceus Yamam.[2]
- Acorus gramineus var. pusillus (Siebold) Engl.[2]
- Acorus humilis Salisb.[1] [2]
- Acorus macrospadiceus (Yamam.) F.N.Wei & Y.K.Li[1] [2]
- Acorus pusillus Siebold[1] [2]
- Acorus xiangyeus Z.Y.Zhu[1] [2]

Statut de conservation UICN

 LC  : Préoccupation mineure

Acorus gramineus est une espèce végétale de la famille des Acoracées. Originaire d'Asie (Chine, Cambodge, nord-est de l'Inde, Japon, Corée, Laos, Myanmar, Philippines, est de la Sibérie, Thaïlande, Viêt Nam), elle pousse sur des terrains humides. 

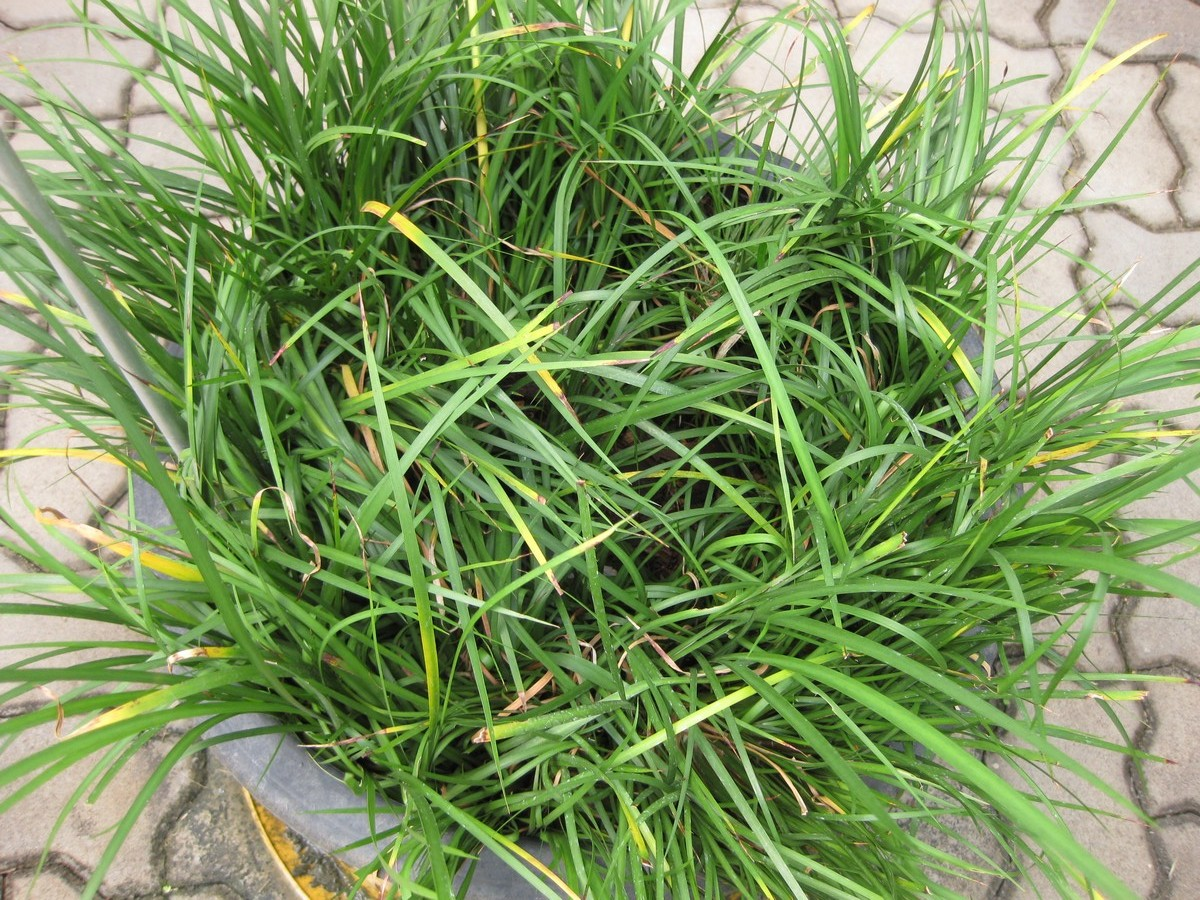
Acorus gramineus, Jardin botanique de la reine Sirikit, Thaïlande